# Josep María Casademont
Josep María Casademont (Barcelona 1928-1994) fue un fotógrafo, editor, crítico y promotor de la fotografía. Fue uno de los impulsores más tangibles del movimiento de las vanguardias en la escena fotográfica barcelonesa de las décadas de 1960 y 1970. Difundió la fotografía desde Sala Aixelà, que dirigió entre 1959 y mediados los años 70. Su tarea de promotor la practicó también desde la edición de libros y revistas especializadas, como Imagen y Sonido que comenzó a editar en 1963, con una línea cercana al documentalismo fotográfico.
Abogado de profesión comenzó su actividad fotográfica en el marco de la Agrupación Fotográfica de Cataluña, de la que fue secretario en los últimos años de la década de 1950. Apoyó el proyecto de la revista Afal de Almería, de la que fue asesor de contenidos. Fue el director de la Sala Aixelà, un espacio expositivo sito en una importante tienda de imagen y sonido de Barcelona, que inauguró sus actividades en abril de 1959 con la exposición Terré-Miserachs-Masats. A partir de ese momento y hasta la década de 1970 presentó en esa sala a los mejores fotógrafos del periodo como Joan Colom, Toni Catany, Colita, Oriol Maspons y Julio Ubiña, Jordi Blassi, Toni Vidal, Anna Turbau, Ton Sirera, Manel Esclusa o Joan Fontcuberta. Definió como Nova Vanguardia la generación de fotógrafos que se agruparon en torno al Grupo Afal: Xavier Miserachs, Ramón Masats, Ricard Terré, entre otros fotógrafos de Cataluña. También nombró como Escuela de Madrid al grupo de madrileños disidentes de la Real Sociedad Fotográfica de Madrid.
Firmó algunos de sus textos con el seudónimo de Aquiles Pujol para mantener su libertad de criterio, sobre todo cuando escribía para la conservadora revista Arte Fotográfico, pero también en otros espacios como la revista "Suma y Sigue del Arte Contemporáneo" donde publicó en 1964 un artículo titulado "Algunas notas sobre la fotografía catalana". Con su nombre escribió algunas páginas suplemetarias sobre fotografía en la enciclopedia Espasa correspondientes al suplemento (1964-1974). También cabe señalar que realizó en 1978 el apéndice en la edición española del libro de "Historia de la fotografía en el siglo XX" de Petr Tausk, así como su artículo titulado "La Escuela de Madrid: un análisis ilustrado" en el libro titulado "Fotógrafos de la Escuela de Madrid" en 1989.
También fue pionero en el campo de cine. Su archivo personal se encuentra en el Centro de Documentación del Museo de Arte Contemporáneo de Barcelona.
El Virreina Centre de la Imatge, Barcelona, 23.11.2019 - 16.02.2020, le ha dedicado una exposición Sala Aixelá (1959-1975).